# TM-XML
Trade Mark Extensible Markup Language är en öppen XML-standard för varumärkesbranschen och utbyte av varumärkesinformation mellan myndigheterna för industriell äganderätt och deras samarbetspartner eller användare.
Det ursprungliga målet var att fastställa en XML-standard för utbyte av varumärkesinformation. Under arbetet med specifikationerna och efter att WIPO-standard ST.66 skapats tillkom följande mål:
- Fastställa XML-standarder för varumärkesbyråer och varumärkesbranschen
- Föreslå användbara resultat som grund för skapande av WIPO-standarder
- Fastställa standarder för webbtjänster som rör varumärken
- Ta fram exempel på implementeringar och verktyg
- Utbyta erfarenheter, praxis och kunskap
- Främja samarbete och harmonisering på området för varumärkesinformation och kunskapsrepresentation
- (Nytt) Utarbeta det nya semantiska nätet för varumärkesområdet inom ramen för den industriella äganderätten

## Bakgrund
TM-XML fastställdes av en arbetsgrupp som inrättats av Kontoret för harmonisering i den inre marknaden i juni 2003. 
Åtta utkast till versioner offentliggjordes för kommentarer (versionerna 0.1 till 0.7 och version 1.0 Utkast) innan version 1.0 Slutlig offentliggjordes den 26 maj 2006 på webbplatsen TM-XML.org. 
TM-XML-version 1.0 Slutlig har föreslagits som grund för att skapa WIPO-standarden ST.66 som antogs av den ständiga IT-kommittén (Standing Committee on Information Technologies, SCIT)/arbetsgruppen för standarder och dokumentation (Standards and Documentation Working Group, SDWG) vid dess åttonde sammanträde den 19-22 mars 2007 i Genève.

## Färdplan 2008-2010
- TM-XML Version 2.0 (planerad till 2008): Information om invändning, överklagande och förnyelse Första webbtjänsterna och reglerna för Resource Description Framework (RDF) och Web Ontology Language (OWL)
- TM-XML Version 3.0 (planerad till 2010): Ytterligare webbtjänster och det semantiska nätet – kunskapsrepresentation och tjänster